# Fatumasin
Der Fatumasin (Fatu Masin, Foho Natare) ist ein osttimoresischer Berg in der Gemeinde Liquiçá. Der Gipfel befindet sich auf der Grenze zwischen den Sucos Darulete und Luculai (Verwaltungsamt Liquiçá). Seine Höhe beträgt je nach Quelle 1369 m oder 1180 m.
Der kleine Berg ist dicht bewaldet, der Boden kalkarm. Der Wald wird auf Indonesisch Hutan Gunung Maelulu genannt. Er gehört zu einem Naturreservat, das mit mindestens 15 geschützten Vogelarten auch zu einer Important Bird Area erklärt wurde. Das Reservat ist 13.618 Hektar groß und reicht bis in die Gemeinde Ermera. Neben jenen am Monte Mundo Perdido und am Tatamailau ist das Reservat eines der drei wichtigsten Orchideen-Schutzgebiete des Landes.